# Штефан Барбу
Ште́фан Ба́рбу (*2 березня 1908, Арад — †6 червня 1970, Арад) — румунський футболіст. Учасник чемпіонату світу 1930.

## Кар'єра
Гравець дебютував у команді «Олімпія». Невдовзі перейшов до команди-конкурента — «Глорії». Там у віці 17 років він зіграв перший раз на професійному рівні. 1927 року він дебютував у складі румунської збірної у матчі проти Польщі (матч закінчився з рахунком 3:3). 1930 року без голів завершив виступи на ЧС. У сезоні 1935—1936 став найкращим бомбардиром Чемпіонату Румунії у складі столичного «Рапіда», з яким вигравав тричі національний кубок. У 1938 році повернувся до рідного міста, згодом протягом 15 років був футбольним арбітром.

## Титули і досягнення
- Володар Кубка Румунії (3):

«Рапід»: 1934-1935, 1936-1937, 1937-1938
- Найкращий бомбардир Чемпіонату Румунії (1): 1935–36